# Zoltán Ambrus
Zoltán Ambrus (Debrecen, 22 de febrero de 1861 - Budapest, 28 de febrero de 1932) fue un escritor y traductor húngaro

## Biografía
Nacido en Debrecen, Zoltán Ambrus se trasladó luego a Budapest, donde estudió en el instituto primero, y en la facultad de Derecho después. A la edad de 18 años, Zoltán se quedó huérfano de padre, por lo que tuvo que ocuparse del resto de su familia. Durante esta época ejerció de tutor privado, y escribió artículos y críticas teatrales para publicaciones como Fővárosi Lapok, Pesti Napló o Budapesti Szemle. También trabajó en un banco hasta que su amigo László Arany lo animó a dedicarse por entero a la literatura.
En 1885, se trasladó a París, donde estudió literatura en el Collège de France y en La Sorbona. A su regreso a Pest se convirtió en colaborador de A Hét, y comenzó a escribir historias breves. En 1900 se convirtió en editor de Új Magyar Szemle, y publicó varias obras en la prestigiosa revista Nyugat. Su novela Midás király ("El rey Midas", 1906), obtuvo un gran éxito. Además, Zoltán Ambrus tradujo al húngaro las obras de Flaubert, Cherbuliez, Maupassant, Anatole France y Balzac.
- Datos: Q373131
- Multimedia: Zoltán Ambrus (writer) / Q373131